# Hana wa Saku, Shura no Gotoku
Hana wa Saku, Shura no Gotoku (花は咲く、修羅の如く?) es una serie de manga japonesa escrita por Ayano Takeda e ilustrada por Musshu. La serie comenzó a serializarse en la revista de manga seinen Ultra Jump de Shūeisha en junio de 2021. Una adaptación de la serie de televisión de anime producida por Studio Bind se emitió de enero a marzo de 2025.

## Personajes
Hana Haruyama (春山 花奈 Haruyama Hana?)
 Seiyū: Minori Fujidera
Mizuki Usurai (薄頼 瑞希 Usurai Mizuki?)
 Seiyū: Miyuri Shimabukuro
An Natsue (春山 花奈 Natsue An?)
 Seiyū: Fūka Izumi
Shūdai Tōga (薄頼 瑞希 Tōga Shūdai?)
 Seiyū: Shōya Chiba
Matsuyuki Akiyama (春山 花奈 Akiyama Matsuyuki?)
 Seiyū: Sei'ichirō Yamashita
Ryōko Totonoi (薄頼 瑞希 Totonoi Ryōko?)
 Seiyū: Kiyono Yasuno
Setarō Hakoyama (春山 花奈 Hakoyama Setarō?)
 Seiyū: Taito Ban
Hiromi Kichijōji (吉祥寺博美 Kichijōji Hiromi?)
 Seiyū: Kōji Yusa
Shura Saionji (西園寺修羅 Saionji Shura?)
 Seiyū: Yoko Hikasa

## Contenido de la obra

### Manga
Hana wa Saku, Shura no Gotoku está escrita por Ayano Takeda e ilustrada por Musshu y comenzó la serialización en la revista de manga seinen Ultra Jump de Shūeisha el 18 de junio de 2021. Los capítulos de la serie se han compilado en siete volúmenes de tankōbon a partir de junio de 2024.
| Volúmenes de manga publicados | Volúmenes de manga publicados | Volúmenes de manga publicados |
| Número                        | Fecha de lanzamiento          | ISBN                          |
| ----------------------------- | ----------------------------- | ----------------------------- |
| 1                             | 19 de enero de 2022           | ISBN 978-4-08-892171-6        |
| 2                             | 18 de mayo de 2022            | ISBN 978-4-08-892322-2        |
| 3                             | 16 de septiembre de 2022      | ISBN 978-4-08-892445-8        |
| 4                             | 17 de febrero de 2023         | ISBN 978-4-08-892608-7        |
| 5                             | 19 de julio de 2023           | ISBN 978-4-08-892764-0        |
| 6                             | 19 de diciembre de 2023       | ISBN 978-4-08-893061-9        |
| 7                             | 19 de junio de 2024           | ISBN 978-4-08-893290-3        |

### Anime
El 12 de junio de 2024 se anunció una adaptación de la serie de televisión de anime. Será producida por Studio Bind y dirigida por Ayumu Uwano, con guiones escritos por Kazuyuki Fudeyasu, los personajes diseñados por Kou Aine, y la música compuesta por Masaru Yokoyama. La serie se emitió del 8 de enero al 26 de marzo de 2025 en Nippon TV y otras cadenas. El tema de apertura es "Jibun Kakumei" de Shishamo, mientras que el tema de cierre es "Rōrō" de Satō. Sentai Filmworks obtuvo la licencia de la serie en América del Norte, Australia y las islas británicas para su transmisión en HIDIVE.

## Recepción
El primer volumen fue recomendado por el VTuber Hoshimachi Suisei.